# Peshitta

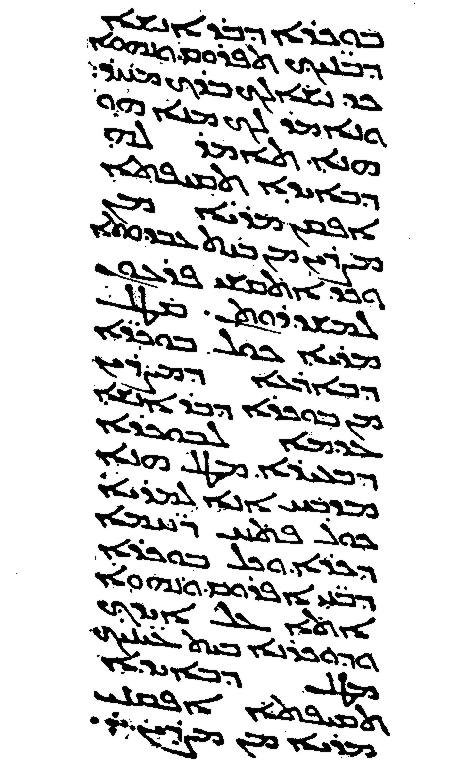
Exodus 13:14-16 i en Peshitta från 464 i Amida. Manuskriptet förvaras på British Library

Peshitta (ܡܦܩܬܐ ܦܫܝܛܬܐ Peshittâ, Pshitta, Pšittâ, Pshitto, Fshitto) är standardversionen av Bibeln på syriska. Namnet kommer av syriskans mappaqtâ pšîttâ som betyder enkel, allmän, öppen eller rak version. Syriska är en dialekt av arameiska. Peshitta används i de syriska kyrkorna.
Den är skriven med syriska alfabetet.

## Peshittas historia
Alla syriska översättningar av Bibeln har sin grund i den judiska översättningen av Gamla Testamentet till arameiska (Targum). Den kom till Syrien av judiska och syriskt-ortodoxa förkunnare under de första två århundradena efter Kristus.
Den äldsta syriska versionen är Tatianus Diatessaron. Diatessaron skrevs omkring 165 och är en omskrivning av de fyra kanoniska evangelierna i en berättelse. En annan Bibel, den så kallade gammalsyriska översättningen, var Vetus Syra. Vetus Syra, som också ibland kallas Peshitta, består av både Gamla och Nya Testamentet, och har de fyra evangelierna. Denna lästes troligen av araméerna i Palestina. Vetus syra översattes på 200- eller 300-talet, och kallades evangélion da-mepharreshé, de åtskiljdas evangelium. Av Vetus syra finns två manuskript bevarade, Codex Sýrus Sinaíticus (syrsin el. sys) och Codex Sýrus Curetoniánus (syrcur el. syc). Codex Sýrus Sinaíticus, som troligen är äldst av dessa,  återfanns av systrarna A.S. Lewis och M.D. Gibson 1892 i Katarinaklostret på Sinai. Codex Sýrus Curetoniánus publicerades 1858 av W. Cureton, som fann det i ett koptiskt kloster.
Till syriska översattes tidigt Apostlagärningarna, tolv brev av Paulus, Hebreerbrevet och ett tredje brev till Korinterna. Under 300-talet användes dessa och Diatessaron i den syriska kyrkan som hade sitt centrum i Edessa.

## Peshittas tillkomst och kanon

Den sjätte saligprisningen i Matteusevangeliet 5:8:
Ṭûḇayhôn l'aylên daḏkên b-lebbhôn: d-henôn neḥzôn l'alāhâ.
Saliga de renhjärtade, de skall se Gud.

Rabbula (d. 435), biskop av Edessa, brukar sägas vara den som låg bakom Peshitta (syrpesh el. syp), men detta betvivlas numera. Peshitta bygger på Vetus Syra. Den tillkom i nuvarande Diarbekir, Turkiet, och var färdig 464. Under 500-talet var Peshitta standardbibeln för alla syrisktalande.
Peshittas Nytestamentliga kanon utgörs av 22 böcker: fyra evangelier, Apostlagärningarna, tretton av Paulus brev, Hebreerbrevet, Första Petrusbrevet, Första Johannesbrevet och Jakobsbrevet. Gamla Testamentet bygger på Targum och grekiska Septuaginta, och innehåller större delen av Apokryferna. I tidiga versioner ingick dock inte Tobit, och Jesus Syraks vishet bygger på en hebreisk text.
När de monofysitiska kyrkorna skildes från den övriga ortodoxa kyrkan efter konciliet i Chalkedon 451, påbörjades en monofysitisk översättning av Peshitta. 508 var en ny version färdig, Vérsio Philoxeniána (syrphil el. syph), som är uppkallad efter Philóxenos av Mabbúg, som lät utföra versionen. Av denna version har endast de böcker som den förra Peshitta saknade bevarats; Andra Petrusbrevet, Andra Johannesbrevet, Tredje Johannesbrevet, Judasbrevet och Uppenbarelseboken.
616 gjordes en omarbetning av Vérsio Philoxeniána i Egypten, Vérsio Harclénis (syrharcl el. syh), av biskop Thomas av Charkel (Heráclea) som försökte skapa en Peshitta som var mer lik den grekiska texten. Denna version har marginalanteckningar med jämförelser mellan Peshitta och den grekiska Bibeln.

## Modern utveckling

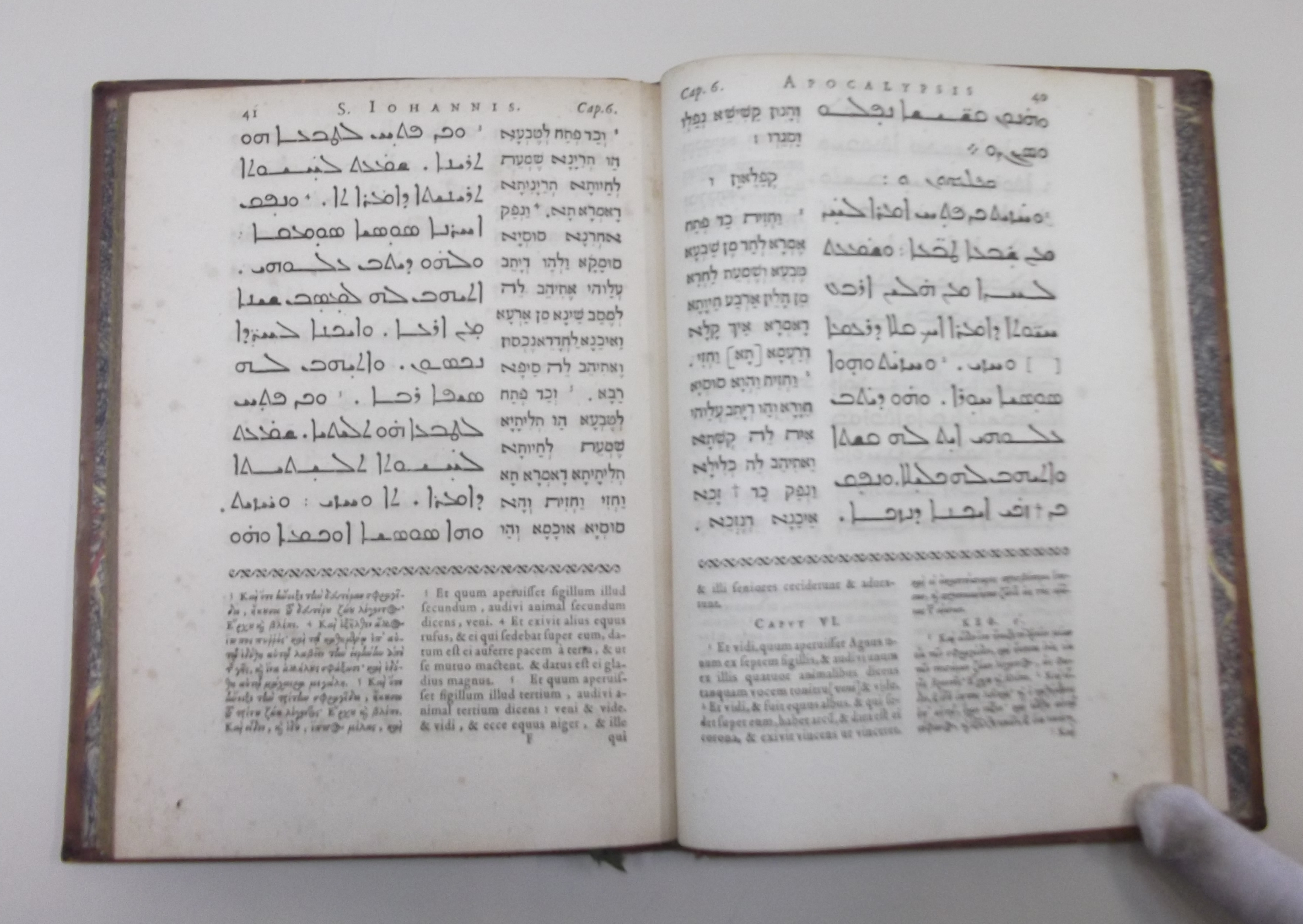
[BIBELN. N.T. Uppenbarelse.] Gelyānā ude-Yoḥanan qaddīsha, id est, Apocalypsis Sancti Iohannis. — Lugduni Batavorum : Ex Typ. Elzeviriana, 1627.

Av tradition använder alla syriska kyrkor Peshitta, men de syriska kyrkorna i Indien har börjat använda Malayalam i stället.
De flesta forskare är eniga om att Peshitta bygger på en grekisk förlaga, men ett fåtal hävdar att Peshitta ligger till grund för andra översättningar, inklusive de grekiska. Till de senare hör George Lamsa som översatte Peshitta till engelska 1957; Markusevangeliet därur översattes till svenska 1975.
Se vidare
- Arameiskt företräde